# Augstmatthorn
Augstmatthorn är en bergstopp i Schweiz. Den ligger i distriktet Interlaken-Oberhasli och kantonen Bern, i den centrala delen av landet, 40 km sydost om huvudstaden Bern. Toppen på Augstmatthorn är 2 136 meter över havet.